# Cultura, Educación y Sociedad
Cultura, Educación y Sociedad es una revista científica editada y publicada por la Editorial Universitaria de la Costa (EDUCOSTA) y adscrita a la facultad de Psicología. Es financiada por la misma institución y revisada por pares. Abarca los temas de las ciencias Sociales y humanas y sus publicaciones están enmarcadas bajos los estándares del formato APA.
Los artículos y demás temas de investigación científica se divulgan en español e inglés. Su equipo editorial está liderado por Freddy Marín González quien ejerce como editor en jefe. También está conformada por un coordinador y comité editorial, además de un comité científico especializado.
La revista ha aparecido en diversas clasificaciones especializadas en producción y divulgación científica, entre ellas, Matriz de Información para el Análisis de Revistas (MIAR), Clasificación Integrada de Revistas Científicas (CIRC), Publindex (Índice Bibliográfico Nacional), entre otras.

## Métricas de impacto

#### Ranking de revistas y sitios especializados
- Matriz de Información para el Análisis de Revistas (MIAR): 4.0 de Índice Compuesto de Difusión Secundaria.[4]
- Clasificación Integrada de Revistas Científicas (CIRC): Grupo D.[5]
- Publindex (Índice Bibliográfico Nacional): Categoría C.

## Ejes temáticos
- Políticas públicas en educación
- Desarrollo educativo y social
- Gestión educativa
- Calidad educativa
- Normatividad en educación.
- Estructura y dinámica del sistema educativo.
- Currículo
- Procesos pedagógicos
- Mediación didáctica
- Metodologías de enseñanza
- Didáctica de las ciencias
- Enseñanza integrada e interdisciplinaria
- Psicología del aprendizaje
- Psicología educativa
- Psicopedagogía
- Psicología del Individuo
- Psicología de las interacciones sociales
- Neuroaprendizaje
- Sociología de la educación
- Convivencia escolar
- Bienestar y cultura de paz
- Mediación didáctica de las TIC
- Comunicación y lenguaje
- Educación ambiental
- Educación artística y humanística
- Educación física y recreación
- Cultura e historia
- Ciudadanía y democracia
- Trabajo social